# 日本莽草素
日本莽草素具有高度的毒性，是由日本莽草萃取出的具有殺蟲活性的物質。在日本使用於民俗療法之中，但是食入時會導致死亡。症狀會在食入後 1–6小時後發作，開始時是腹瀉、嘔吐和腹痛的腸道疾病,接著是神經系統興奮，癲癇發作，失去知覺，和呼吸麻痺，呼吸麻痺最終會導致死亡。
日本莽草素的全合成于1990年报道。